# Brabantse Pijl 1996
De 36e editie van de Brabantse Pijl (Frans: Flèche Brabançonne) vond plaats op zondag 31 maart 1996. Johan Museeuw won deze eendaagse Belgische wedstrijd door zijn landgenoot en titelverdediger Edwig van Hooydonck in de slotfase af te troeven. De koers ging over een afstand van 183 kilometer, met de start en de finish in Alsemberg. Slechts 43 van de 191 gestarte renners wisten de eindstreep te bereiken in deze door sneeuw en kou geteisterde editie.

## Uitslag
| Brabantse Pijl 1996 |                     |                  |          |
| Plaats              | Naam                | Ploeg            | Tijd     |
| Winnaar             | Johan Museeuw       | Mapei-GB         | 4u20'25" |
| 2                   | Edwig van Hooydonck | Rabobank         | z.t.     |
| 3                   | Gianluca Pianegonda | Team Polti       | + 4"     |
| 4                   | Maarten den Bakker  | TVM              | + 7"     |
| 5                   | Andrej Tchmil       | Lotto-Isoglass   | + 8"     |
| 6                   | Axel Merckx         | Motorola         | + 12"    |
| 7                   | Erwin Thijs         | Vlaanderen 2002  | + 18"    |
| 8                   | Fabio Roscioli      | Brescialat-Refin | + 24"    |
| 9                   | Rolf Sørensen       | Rabobank         | + 37"    |
| 10                  | Michael Boogerd     | Rabobank         | + 1' 26" |

1961 · 1962 · 1963 · 1964 · 1965 · 1966 · 1967 · 1968 · 1969 · 1970 · 1971 · 1972 · 1973 · 1974 · 1975 · 1976 · 1977 · 1978 · 1979 · 1980 · 1981 · 1982 · 1983 · 1984 · 1985 · 1986 · 1987 · 1988 · 1989 · 1990 · 1991 · 1992 · 1993 · 1994 · 1995 · 1996 · 1997 · 1998 · 1999 · 2000 · 2001 · 2002 · 2003 · 2004 · 2005 · 2006 · 2007 · 2008 · 2009 · 2010 · 2011 · 2012 · 2013 · 2014 · 2015 · 2016 · 2017 · 2018 · 2019 · 2020 · 2021 · 2022 · 2023 · 2024